# Microrregión de Entre Rios
La microrregión de Entre Rios es una de las  microrregiones del estado brasileño de la Bahía perteneciente a la mesorregión  Nordeste Baiano. Su población fue estimada en 2005 por el IBGE en 116.722 habitantes y está dividida en cinco municipios. Posee un área total de 4.384,645 km².

## Municipios
- Cardeal da Silva
- Conde
- Entre Rios
- Esplanada
- Jandaíra

- Datos: Q2417322